# Centenario della morte dei fratelli Bandiera
I francobolli della serie Centenario della morte dei fratelli Bandiera furono la terza e ultima emissione originale della Repubblica Sociale Italiana. La serie ricorda il centenario della morte dei Fratelli Bandiera, fucilati dalla giustizia borbonica vicino a Cosenza il 25 luglio 1844. Il disegno del francobollo era opera di Maioli e vennero stampati a Novara.

## La serie
| Valore       | Colore |
| ------------ | ------ |
| 25 centesimi | verde  |
| 1 lira       | viola  |
| 2,50 lire    | rosso  |